# Lutte aux Jeux du Commonwealth de 2010
Navigation
Melbourne 2006 Glasgow 2014
Les compétitions de Lutte aux Jeux du Commonwealth 2010 se sont déroulées du 4 au 10 octobre à l'Indira Gandhi Arena de Delhi en Inde.

## Résultats

### Lutte libreHommes
| Épreuves | Or                     | Argent                          | Bronze                      |
| -------- | ---------------------- | ------------------------------- | --------------------------- |
| 55 kg    | Azhar Hussain Pakistan | Ebikewenimo Welson Nigeria      | Anil Kumar Inde             |
| 60 kg    | Yogeshwar Dutt Inde    | James Mancini Canada            | Sasha Masyarchyk Angleterre |
| 66 kg    | Sushil Kumar Inde      | Heinrich Barnes Afrique du Sud  | Chris Prickett Canada       |
| 74 kg    | Narsingh Yadav Inde    | Richard Addinall Afrique du Sud | Evan MacDonald Canada       |
| 84 kg    | Muhammad Inam Pakistan | Anuj Kumar Inde                 | Andrew Dick Nigeria         |
| 96 kg    | Sinivie Boltic Nigeria | Kory Jarvis Canada              | Leon Rattigan Angleterre    |
| 120 kg   | Arjan Bhullar Canada   | Joginder Kumar Inde             | Hugues Onanena Cameroun     |

### Lutte gréco-romaineHommes
| Épreuves | Or                           | Argent                                  | Bronze                      |
| -------- | ---------------------------- | --------------------------------------- | --------------------------- |
| 55 kg    | Rajender Kumar Inde          | Azhar Hussain Pakistan                  | Promise Mwenga Canada       |
| 60 kg    | Ravinder Singh Inde          | Terence Christopher Bosson Angleterre   | Romeo Joseph Nigeria        |
| 66 kg    | Myroslav Dykun Angleterre    | Jack Bond Canada                        | Sunil Kumar Inde            |
| 74 kg    | Sanjay Kumar Inde            | Richard Brian Addinall Afrique du Sud   | Hassan Shahsavan Australie  |
| 84 kg    | Efionayi Agbonavbare Nigeria | Manoj Kumar Inde                        | Dean van Zyl Afrique du Sud |
| 96 kg    | Anil Kumar Inde              | Kakoma Hugues Bella-Lufu Afrique du Sud | Eric Feunekes Canada        |
| 120 kg   | Ivan Popov Australie         | Talaram Mamma Nigeria                   | Dharmender Dalal Inde       |

### Lutte libreFemmes
| Épreuves | Or                           | Argent                     | Bronze                     |
| -------- | ---------------------------- | -------------------------- | -------------------------- |
| 48 kg    | Carol Huynh Canada           | Nirmala Devi Inde          | Odunayo Adekuoroye Nigeria |
| 51 kg    | Ifeoma Christi Nwoye Nigeria | Babita Kumari Inde         | Jessica MacDonald Canada   |
| 55 kg    | Geeta Phogat Inde            | Emily Bensted Australie    | Lovina Edward Nigeria      |
| 59 kg    | Alka Tomar Inde              | Tonya Verbeek Canada       | Tega Richard Nigeria       |
| 63 kg    | Justine Bouchard Canada      | Blessing Oborududu Nigeria | Suman Kundu Inde           |
| 67 kg    | Anita Tomar Inde             | Megan Buydens Canada       | Ifeoma Iheanacho Nigeria   |
| 72 kg    | Ohenewa Akuffo Canada        | Laure Ali Annabel Cameroun | Hellen Okus Nigeria        |

## Tableau des médailles
| Rang  | Nation         | Or | Argent | Bronze | Total |
| ----- | -------------- | -- | ------ | ------ | ----- |
| 1     | Inde           | 10 | 5      | 4      | 19    |
| 2     | Canada         | 4  | 5      | 5      | 14    |
| 3     | Nigeria        | 3  | 3      | 7      | 13    |
| 4     | Pakistan       | 2  | 1      | 0      | 3     |
| 5     | Angleterre     | 1  | 1      | 2      | 4     |
| 6     | Australie      | 1  | 1      | 1      | 3     |
| 7     | Afrique du Sud | 0  | 4      | 1      | 5     |
| 8     | Cameroun       | 0  | 1      | 1      | 2     |
| Total | Total          | 21 | 21     | 21     | 63    |